# Médecin spécialiste
Un médecin spécialiste est un docteur en médecine ayant terminé ses études de spécialité.
Après avoir terminé le tronc commun des études de médecine, les médecins continuent leur formation médicale dans une spécialité spécifique de la médecine. Ils travaillent principalement dans les centres hospitaliers et les cabinets libéraux, mais aussi dans les laboratoires pharmaceutiques, dans les armées, en santé publique, etc. Les spécialistes assurent également l’encadrement des résidents et des étudiants en médecine.
Au Royaume-Uni, en Irlande et en Australie, ils sont appelés consultants ; aux États-Unis et au Canada, ils sont appelés attending physicians (en).